# Jeroen Soete
Jeroen Soete (Oostende, 26 december 1983) is een Belgisch politicus voor Vooruit.

## Biografie
Soete behaalde een master in de politieke wetenschappen aan de Vrije Universiteit Brussel.
Van 2009 tot 2012 was hij adjunct-secretaris van de sp.a-afdeling in West-Vlaanderen en van 2011 tot 2014 medewerker op de communicatiecel van het kabinet van toenmalig staatssecretaris voor Fraudebestrijding John Crombez. Van 2014 tot 2015 was hij vervolgens parlementaire medewerker van Crombez in het Vlaams Parlement en nadat John Crombez partijvoorzitter van de toenmalige sp.a was geworden, werkte Soete van 2015 tot 2016 als stafmedewerker voor de partij. Van 2017 tot 2024 werkte hij als ambtenaar voor de provincie West-Vlaanderen, onder meer als kabinetschef van gedeputeerde Jurgen Vanlerberghe.
Hij engageerde zich in de lokale politiek van Oostende en was van 2013 tot 2015 voorzitter van de lokale sp.a-afdeling. Van januari tot september 2015 was Soete OCMW-raadslid van de stad en sinds september 2015 zetelt hij in de gemeenteraad, waar hij de West-Vlaamse gedeputeerde Franky De Block opvolgde. In maart 2022 werd hij in opvolging van John Crombez fractievoorzitter voor Vooruit in de Oostendse gemeenteraad.
Vanop de tweede plaats van de Vooruit-lijst in de kieskring West-Vlaanderen werd Soete bij de federale verkiezingen van 9 juni 2024 verkozen in de Kamer van volksvertegenwoordigers. Hij was er van 2024 tot 2025 vast lid van de commissie Economie, Consumentenbescherming en Digitale Agenda en is sinds februari 2025 voorzitter van de commissie Energie, Leefmilieu en Klimaat.